# سباستیانو گرکو
سباستیانو گرکو (ایتالیایی: Sebastiano Greco؛ زادهٔ ۱۱ فوریهٔ ۱۹۵۳) بازیکن والیبال اهل ایتالیا بود. وی در بازی‌های المپیک تابستانی ۱۹۸۰ شرکت کرده‌است.